# Nevada Pass
Nevada Pass (Originaltitel: Breakheart Pass) ist ein US-amerikanischer Western von Tom Gries aus dem Jahr 1975 mit Charles Bronson in der Hauptrolle.

## Handlung
Vereinigte Staaten, 1873: In Myrtle City, einem einsamen Rocky-Mountains-Städtchen im Bundesstaat Nevada, macht ein Zug der WASATCH & NEVADA RAILROAD (W. & N. R. R.) mit einem Transport der US Army halt. Dieser ist mit Versorgungsgütern zum Stützpunkt Fort Humboldt unterwegs, da dort angeblich die Diphtherie ausgebrochen sein soll. In Myrtle taucht auch der örtliche Marshal Nathan Pearce auf, welcher im Saloon den gesuchten Verbrecher und Falschspieler John Deakin festnimmt. Da dieser für einen Anschlag auf einen Armeetransport verantwortlich sein soll, geht Pearce trotz der Missbilligung durch den leitenden Offizier Major Claremont mit Deakin an Bord des Zuges, um ihn vor ein Militärgericht zu bringen.
Im Zug befinden sich neben den Militärs noch der Gouverneur von Nevada, Richard Fairchild, der Arzt Molyneux, Reverend Peabody sowie Marica Scoville, die Tochter des Kommandanten von Fort Humboldt. Es mehren sich merkwürdige Zwischenfälle: Zwei Offiziere werden vermisst, auf der Weiterfahrt bricht die Telegraphenverbindung nach Myrtle zusammen und Doktor Molyneux verstirbt. Als dann auch noch der Heizer aus dem Zug fällt und die Begleit-Soldaten einem Anschlag zum Opfer fallen, schaltet sich Deakin ein, der über medizinische Kenntnisse verfügt. Schon bald steht für diesen fest: Molyneux wurde umgebracht, im Zug befindet sich ein Mörder.
Deakin beginnt – misstrauisch beäugt als Mörder – den Zug nach Hinweisen zu durchsuchen. Neben immer mehr Mordopfern, die Verdacht geschöpft hatten, findet er eine große Waffenladung von rund 400 Winchester-Gewehren sowie mehrere Kilo Dynamit. Er zieht Marica und Claremont ins Vertrauen und gibt sich als Geheimdienstmitarbeiter des US Secret Service zu erkennen, der gemeinsam mit dem ermordeten Reverend Peabody den gestohlenen Waffen auf der Spur war. Drahtzieher des Unternehmens ist Gouverneur Fairchild, der mit der Waffenlieferung Indianer bezahlen will. Diese haben mit dem Gauner Calhoun das Fort eingenommen und den Diphterieausbruch vorgetäuscht. Fairchild will ein Lager, das die Gold- und Silbererträge aus ganz Nevada beherbergt, mit Hilfe der Indianer überfallen und die Edelmetallvorräte rauben.
Fairchild steckt zudem mit dem Lokführer, O’Brien und Marshall Pearce unter einer Decke. Deakin und Claremont setzen den Lokführer außer Gefecht und übernehmen die Zugführung. Das Treffen mit Calhoun und den Indianern soll am Nevada-Pass stattfinden. Deakin und Claremont können jedoch die Gleise mit Hilfe des mitgeführten Dynamits unbefahrbar machen und den Zug zum Stillstand bringen. Major Claremont holt militärische Unterstützung und kann gemeinsam mit Deakin die Verschwörer stellen und töten.

## Hintergrund

### Drehbuch
Das Drehbuch schrieb Alistair MacLean anhand des eigenen gleichnamigen Romans aus dem Jahr 1974. Die Produzenten Elliott Kastner und Jerry Gershwin hatten zuvor bereits mehrere Romane von Alistair MacLean verfilmt, darunter Agenten sterben einsam (1968) und Das Mörderschiff (1971).

### Besetzung
Charles Bronson erhielt für seine Rolle eine Gage in Höhe von 1 Million US-Dollar sowie 10 Prozent der Einnahmen. Die indianischen Statisten gehörten dem Indianerstamm der Nez Percé an, sie stammen aus dem gleichnamigen County Nez Perce County.
Der Kampf auf dem Dach des Zuges wurde von den Stuntleuten Howard Curtis, der Charles Bronson doubelte, und Tony Brubaker, der Archie Moore doubelte, inszeniert. Stuntregie führte der Stuntkoordinator Yakima Canutt, der in seiner 60 Jahre währenden Karriere zum letzten Mal für einen Film arbeitete. Er inszenierte unter anderem das Wagenrennen in Ben Hur (1959).

### Lokomotive
Die Lokomotive aus dem 19. Jahrhundert befand sich im gemeinsamen Besitz von Everett Rohrer, Dr. James R. Arneill sowie Phil Frish – alle drei ansässig in Denver. Sie wurde in mehreren Filmen eingesetzt, darunter Cat Ballou – Hängen sollst du in Wyoming (1965) und Die gefürchteten Vier (1966). Die Lokomotive wurde vor den Dreharbeiten einer eingehenden Sicherheitsüberprüfung unterzogen. Die Miete des Zuges und der Waggons sowie die Nutzung der Bahnstrecke kostete 500.000 US-Dollar.

### Dreharbeiten
Gedreht wurde im nördlichen Idaho. Der Zug fuhr auf der Bahnstrecke Camas Prairie Railroad Line zwischen Lewiston und Coeur d’Alene. Zu den weiteren Drehorten zählte das Clearwater County mit den Kleinstädten Orofino und Pierce sowie das angrenzende Lewis County.

## Kritiken
Vincent Canby schrieb in der New York Times vom 6. Mai 1976, entweder seien die Filme mit Charles Bronson besser geworden oder er habe den Widerstand aufgegeben. Der Film sei eine „sehr wirkungsvolle Unterhaltung“ („highly efficient entertainment“).

„Optisch effektvolle, mäßig spannende Mischung aus Western und Kriminalfilm.“

„Kniffliger Krimi nach einem Roman von Alistair MacLean, toll gefilmt. Fazit: Agatha-Christie-Krimi im Wilden Westen.“

„Tom Gries, der schon das letzte Bronson-Vehikel Der Mann ohne Nerven mit routiniertem Desinteresse über die Runden brachte, verschwendet hier das Talent eines der besten amerikanischen Kameramänner: die flauen Bilder von Lucien Ballard lassen nur selten ahnen, daß sie von dem gleichen Mann stammen, der einige der schönsten Western von Budd Boetticher und Sam Peckinpah photographiert hat.“